# Scarlett (film 2018)
Scarlett è un film del 2018 scritto e diretto da Luigi Boccia.

## Trama
Una ragazza in evidente stato di alterazione è interrogata da due poliziotti, i quali le chiedono di raccontare tutto quello che le è accaduto nelle ore precedenti. La ragazza si chiama Giulia, è una giovane sceneggiatrice con un passato turbolento, ha subito violenze psicologiche da parte della madre, che è divenuta pazza dopo il suicidio del figlio, ed è in una relazione tossica con Davide. Giulia racconta di essersi messa in viaggio con un'auto presa in prestito per raggiungere il suo ex fidanzato Jack, appena arrivato a Firenze dagli Stati Uniti, nonostante il parere contrario del suo agente Claudio e dell'amica Sara. Dopo avere percorso alcuni chilometri, si ferma a un bar dove si imbatte nella sua ex compagna di classe Anastasia De Curtis, che la avverte di "non avere paura di lei". Nel presente, i poliziotti le rivelano che Anastasia è in realtà morta in un incidente stradale l'anno precedente.
Nel passato, Giulia riesce a mettere in moto l'automobile dopo che questa aveva smesso di funzionare e riprende il viaggio. Durante il tragitto, tuttavia, inizia a sviluppare manie di persecuzione e l'auto sembra non rispondere più ai comandi e guidare autonomamente. Rimasta intrappolata nell'abitacolo, ogni sforzo per liberarsi si rivela inutile. La ragazza attende il momento in cui terminerà il carburante. La vettura, tuttavia, si dirige a un'area di servizio e Giulia, anziché chiedere aiuto, la asseconda e chiede di fare il pieno. Il benzinaio fa un avance alla ragazza e l'auto reagisce uccidendolo trascinandolo per alcuni chilometri sull'asfalto. Mentre la macchina sfreccia per le strade, Giulia raggiunge l'orgasmo nel vendicarsi su di essa urinando nell'abitacolo. Poco dopo, l'auto si ferma lungo la strada per accogliere due autostoppiste, Scarlett e Roberta. Giulia rivela loro la sua situazione e Scarlett, divertita, dà il proprio nome alla macchina, sulla falsariga di Christine di John Carpenter. Non creduta, Giulia cerca di dare loro una dimostrazione, ma rischia di finire fuori strada e le due ragazze abbandonano la vettura terrorizzate. Per tutta risposta, "Scarlett" le investe uccidendole. Infine, l'automobile parla a una Giulia ormai stremata, rivelandole che quello sarà il loro ultimo viaggio e insieme sprofonderanno nelle acque del lago. Assecondando il volere della macchina, Giulia si spoglia e si immerge nell'acqua.
Nel presente, l'ispettore di polizia non crede al racconto di Giulia ed è convinto che lei sia un'assassina affetta da disturbi mentali. La fa portare via dagli agenti e va poi a ispezionare la macchina, rivelando che anche Anastasia era morta in un'automobile identica a quella e con lo stesso numero di targa, peraltro inesistente. Improvvisamente, "Scarlett" si mette in moto da sola, imprigionando l'ispettore.

## Distribuzione
Il film è stato presentato il 22 novembre 2018 in concorso al Rome Independent Film Festival. Il 1º febbraio 2022 è stato distribuito su Amazon Prime Video.